# Geografia de Três Pontas
| Geografia de Três Pontas | |
|                          | |
| Mapa de Três Pontas      | |
| Região                   | Sudeste                                                                                              |
| Estado                   | Minas Gerais                                                                                         |
| Coordenadas geográficas  | 21° 22′ S, 45° 30′ O                                                                                 |
| Área                     | |
| - Total                  | 689,794 km²                                                                                          |
| - Zona urbana            | 13,353 km²                                                                                           |
| - Zona rural             | 676,441 km²                                                                                          |
| Limites                  | |
| - Municípios limítrofes  | Campos Gerais, Santana da Vargem, Nepomuceno, Carmo da Cachoeira, Varginha, Elói Mendes e Paraguaçu. |
| Relevo                   | Predominantemente suave                                                                              |
| Extremos de elevação     | |
| - Ponto mais alto        | 1 234 m (na Serra de Três Pontas).                                                                   |
| - Ponto mais baixo       | Por volta de 768 m.                                                                                  |
| Hidrografia              | |
| - Bacia hidrográfica     | Rio Grande                                                                                           |
| - Principais rios        | Rio Verde e Ribeirão das Araras.                                                                     |
| Clima                    | Tropical de altitude Cwb.                                                                            |

Geografia de Três Pontas refere-se às características naturais deste município brasileiro que se localiza no estado de Minas Gerais, como relevo, hidrografia e outros aspectos de sua composição física. Sua área corresponde a cerca 689 quilômetros quadrados, representando 0,118% da área do estado de Minas Gerais e 0,008% da extensão de todo o país. Localizado na região sul mineira, o município possui mais de cinquenta mil habitantes distribuídos sobretudo na zona urbana, cuja área corresponde a quase seis por cento da área total do município. Encontra-se a cerca de 290 quilômetros a sudoeste da capital do estado, Belo Horizonte.
O município apresenta relevo relativamente suave e ondulado distribuído na maior parte de sua extensão, composto por colinas suaves que se intercalam em formatos côncavo-convexos, com cotas altimétricas variando em torno dos novecentos metros acima do nível do mar. Contudo, tal uniformidade é quebrada por certas regiões montanhosas ao centro e centro-leste do município, cuja altitude ultrapassa os mil metros. A mais alta e notável dessas áreas é a Serra de Três Pontas, onde a altitude máxima chega a 1 234 metros acima do nível do mar. O clima de Três Pontas é tropical de altitude, caracterizado por uma estação seca e fria nos meses de inverno em contraste com o período chuvoso do verão.
O Rio Verde é um dos principais cursos d'água que passam pelo município, cruzando seu limite sul. Este rio e o Rio Sapucaí são represados pela barragem da Usina Hidrelétrica de Furnas, que inundou uma considerável fração de terras férteis do município na década de 1960. Três Pontas é cortada, ainda, por diversos ribeirões e córregos, dos quais pode-se citar o Ribeirão da Espera e o Ribeirão das Araras. A maior parte das terras do município é utilizada para a agricultura e pecuária, restando somente doze por cento da área municipal ocupada por vegetação nativa. Destas, a maior parte é ocupada por formações florestais do tipo estacionais semideciduais, típicas do bioma da mata atlântica, no qual o município está inserido. Uma pequena fração, ainda, inclui campos rupestres e plantios de eucaliptos.

## Localização
O município de Três Pontas ocupa uma área de 689,794 quilômetros quadrados que está localizada na região sul do estado brasileiro de Minas Gerais. De acordo com a divisão regional vigente desde 2017, instituída pelo IBGE, Três Pontas pertence às Regiões Geográficas Intermediária de Varginha e Imediata de Três Pontas-Boa Esperança. Até então, com a vigência das divisões em microrregiões e mesorregiões, fazia parte da microrregião de Varginha, que por sua vez estava incluída na mesorregião do Sul e Sudoeste de Minas. Limita-se ao norte com o município de Santana da Vargem, a nordeste com Nepomuceno, a sudeste com Carmo da Cachoeira, a sul com Varginha, a sudoeste com Elói Mendes e Paraguaçu e a oeste e noroeste com Campos Gerais. O município administrativamente constitui-se pelo Distrito-sede e pelo distrito de Pontalete, que ocupa a porção oeste do município.

## Relevo

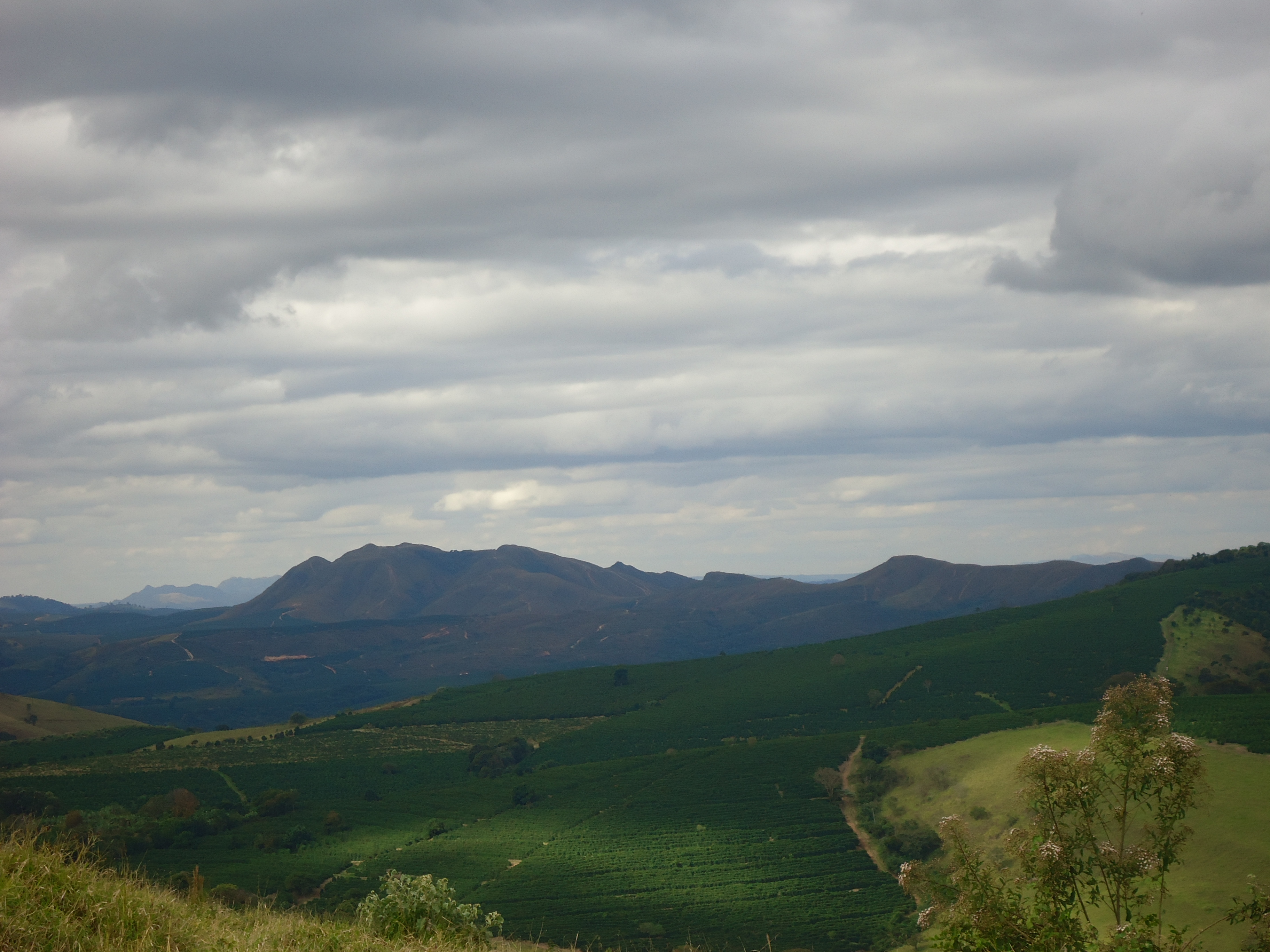
A Serra de Três Pontas se destaca em meio ao relevo ondulado do município.

Três Pontas apresenta em boa parte de sua extensão uma topografia suave, sem grandes acidentes geográficos. Superfícies praticamente planas (em torno de vinte por cento da área do município) e colinas de formato côncavo-convexo suavemente onduladas (aproximadamente sessenta por cento) compõem o cenário do relevo trespontano. Contudo, um quinto da área é ocupada por regiões montanhosas, localizadas sobretudo no centro e centro-leste do município, que se sobressaem na paisagem.
O mais notável desses sistemas montanhosos é a Serra de Três Pontas, onde se localiza o ponto de maior altitude em todo o município, a 1 234 metros acima do nível do mar. As cotas altimétricas no município variam em torno de oitocentos metros nos vales dos ribeirões, em torno de novecentos nas áreas de colinas e superam os mil metros de altitude nas áreas montanhosas. O ponto mais baixo do município (em terra seca) localiza-se às margens do Lago de Furnas, cujo nível varia de 768 metros acima do nível do mar nos períodos de operação normal até 755 metros quando ocorrem secas graves tal como a última em 2012.

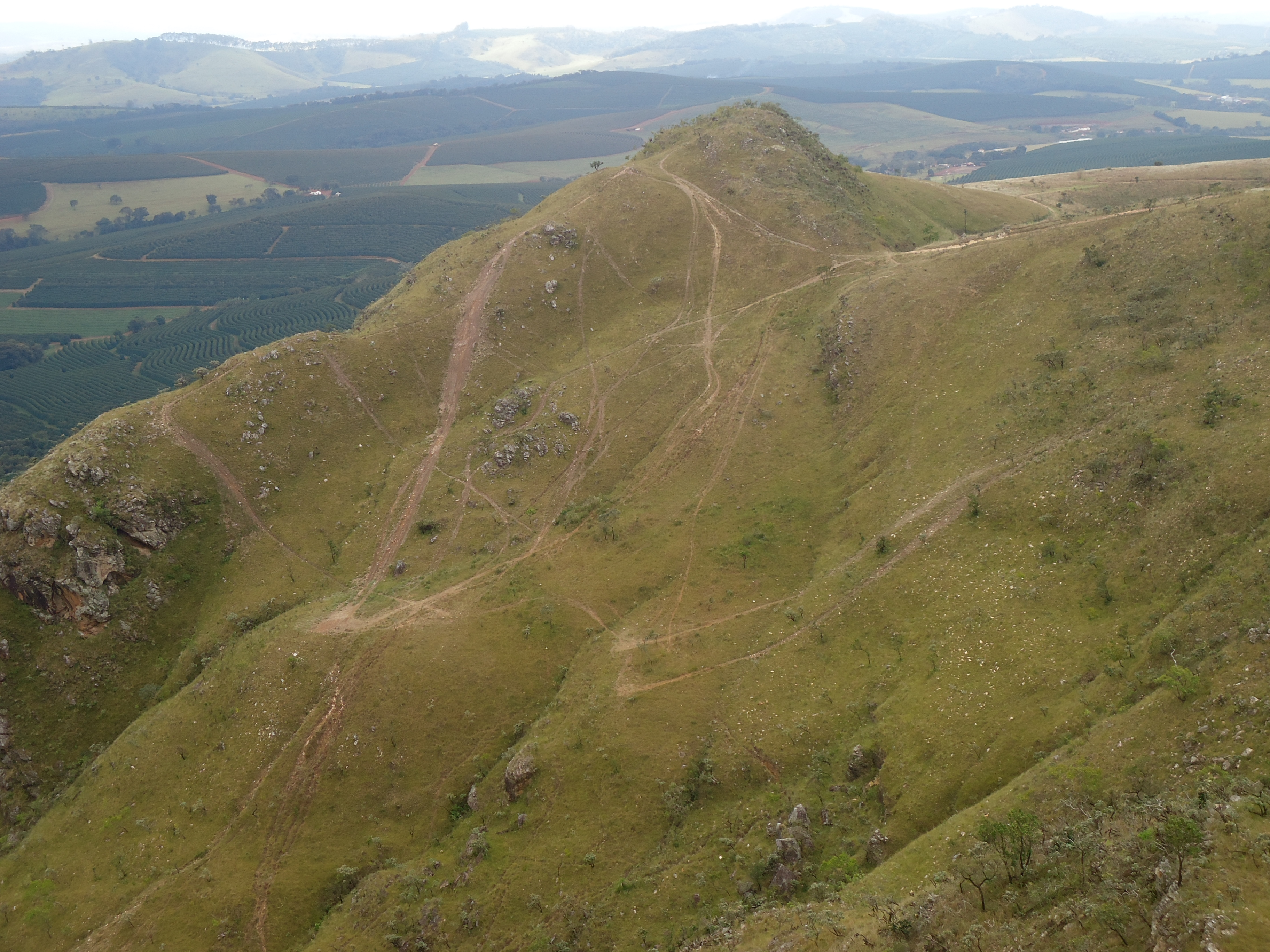
Vista de parte da Serra de Três Pontas. Note os afloramentos rochosos em meio à vegetação campestre.

### Geologia
O tipo predominante de solo de Três Pontas é o do tipo latossolo vermelho distrófico. Este tipo de solo tem a característica fundamental de ser pobre em minerais utilizados pelas plantas, razão de sua baixa fertilidade. Contudo, podem se tornar produtivos já que respondem bem a processos de adubação e calagem. Já na região sul do município encontram-se áreas formadas por argissolo vermelho-amarelo eutrófico. No extremo leste do município existe ainda um terceiro tipo de solo, o cambissolo háplico distrófico.
A área que compreende o município de Três Pontas possui uma distribuição geológica relativamente uniforme. A parte norte do município apresenta rochas de composição granitoide, e de minimatitos, possivelmente formados durante o período arqueano. Logo ao sul, em uma faixa que cruza todo o município de leste a oeste, encontram-se rochas metamórficas de quartzito, mica xisto e xisto aluminoso, cuja origem remonta ao período neoproterozoico. Já na parte sul do município predominam as rochas metamórficas do tipo gnaisse granulítico, cuja origem também remonta ao neoproterozoico. Em uma área que se estende da região montanhosa ao sul da zona urbana até o sudeste do município predominam rochas de quartzo-metarenito, quartzito e muscovita quartzito. Por fim, na região montanhosa da Serra de Três Pontas, predominam rochas de xisto, quartzo-mica xisto, e grafita xisto que datam do neoproterozoico e se intercalam com quartzitos.

## Hidrografia

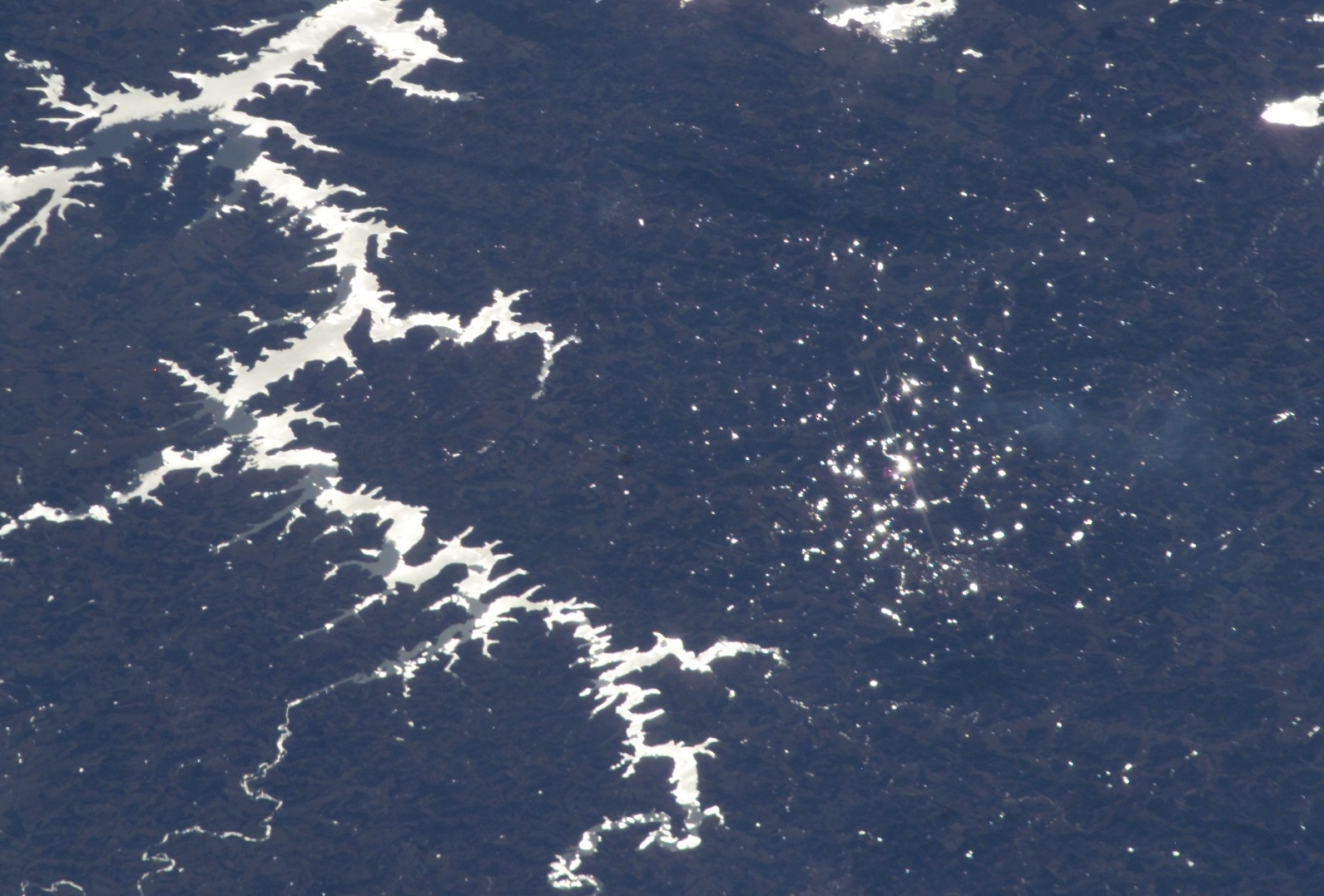
Fotografia feita pela tripulação da Estação Espacial Internacional em órbita. Os principais corpos d'água refletem a luz do sol e parecem brilhar. Na parte centro-esquerda da imagem está o município de Três Pontas.

O limite sul do município é banhado pelo Rio Verde que, ao seguir seu curso em direção noroeste, é represado e forma a extremidade meridional do reservatório da Usina Hidrelétrica de Furnas. O Rio Sapucaí, por sua vez, segue seu curso em direção norte até que, na altura do povoado de Pontalete, se encontra com o Rio Verde, onde são represados. Antes da construção da represa, contudo, o Rio Verde desaguava na margem direita do Rio Sapucaí exatamente onde está a localidade supracitada, quando tinha início a jusante deste rio. Este último, por sua vez, delimitava o limite entre Três Pontas e Paraguaçu ao seguir seu curso em direção ao Rio Grande. Agora tal limite é definido pela Represa de Furnas. Cerca de quinze quilômetros quadrados de terra seca do município deram lugar à represa, construída na década de 1960.
Três Pontas tem vários ribeirões e córregos espalhados pelo seu interior. Um dos mais notáveis é o Ribeirão das Araras, que nasce próximo à zona urbana, a leste da cidade, segue rumo ao norte paralelo à rodovia MG-167, até que seu curso se direciona para o oeste, quando então adentra na zona urbana, cruzando vários bairros. Após atravessar a parte norte da zona urbana, continua seu curso em direção oeste, onde passa perto do povoado de Quilombo Nossa Senhora do Rosário. Finalmente, ainda em direção oeste, entra no município de Campos Gerais e deságua na represa de Furnas. Outro curso d'água notável no município é o Ribeirão da Espera, que nasce a oeste da Serra de Três Pontas, segue rumo a sul quando se direciona para oeste e, após cruzar com a rodovia MG-167, segue para o reservatório de Furnas, onde deságua. O ribeirão apresenta um considerável índice de degradação ambiental por conta da grande quantidade de sedimentos que fluem para si e a quantidade elevada de agrotóxicos que acabam sendo levados pela água da chuva e alteram o ecossistema.

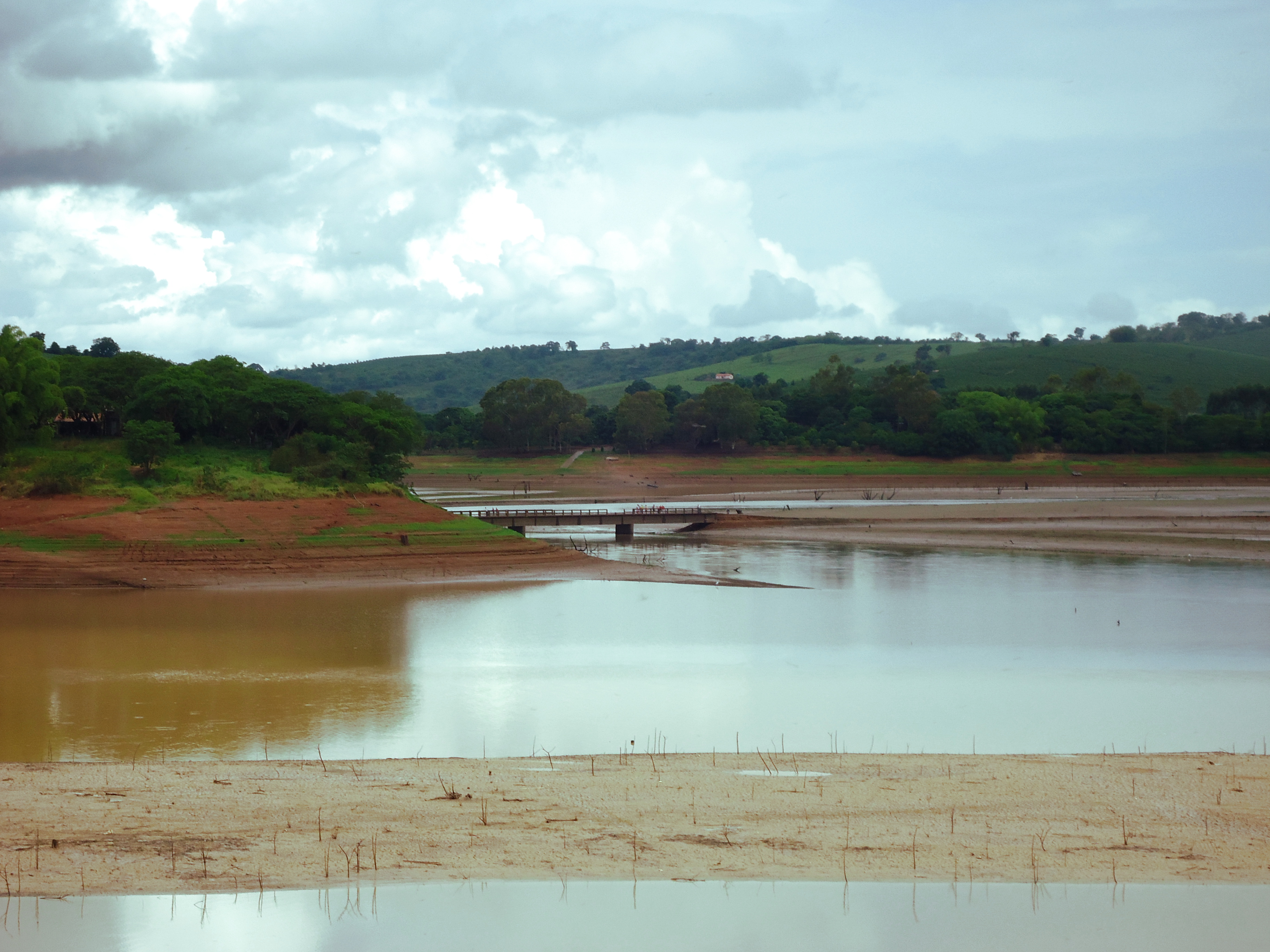
Represa de Furnas nas proximidades do Pontalete durante a seca ocorrida em 2012. A ponte antiga normalmente fica submersa.

Os cursos d'água nas partes norte e oeste do município, como o Ribeirão das Araras e o Ribeirão Três Pontas, encontram-se na bacia de drenagem da Represa de Furnas, ou seja, são direcionados para o lago, onde deságuam. A porção sul do município, por sua vez, está inserida na bacia hidrográfica do Rio Verde, que cruza o município no seu limite sul. Um dos principais cursos d'água dessa região é o Ribeirão da Espera. Uma pequena área no extremo leste do município é drenada para o Rio do Cervo que, por sua vez, pertence à sub-bacia hidrográfica do Rio das Mortes.
A disponibilidade hídrica superficial no município é maior na parte oeste e sul. Enquanto na região leste a capacidade máxima chega a mil litros por segundo, a região oeste apresenta uma média de até dez mil litros por segundo. Nas proximidades dos grandes rios e da Represa de Furnas no limite municipal sul, tal disponibilidade atinge mais de quinhentos mil litros por segundo.
O abastecimento de água da zona urbana de Três Pontas é feito a partir da retirada de água diretamente de cursos d'água superficiais. Cerca de um terço da água utilizada provém dos córregos Custodinho, Formiga e Quatis, próximo a zona urbana. Já a maior parcela de água vem diretamente do Ribeirão da Espera, no sul do município. A demanda de água gira em torno de 135 litros por segundo. A captação e tratamento no município é um sistema independente, realizado pelo Serviço Autônomo de Água e Esgoto de Três Pontas, uma autarquia municipal.

## Clima

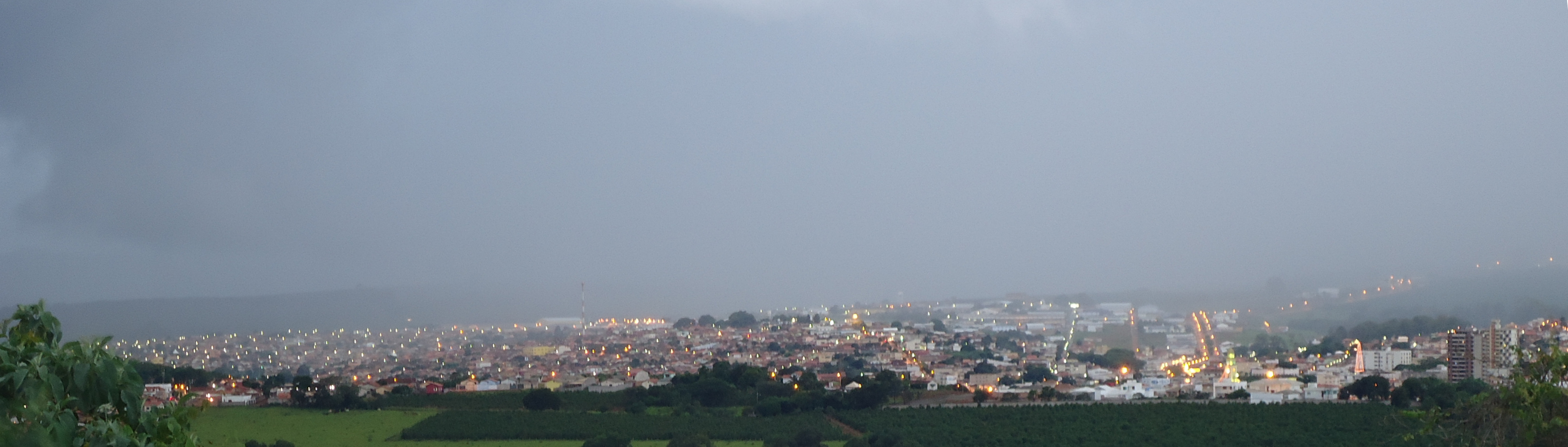
Vista da cidade de Três Pontas ao entardecer com uma pancada de chuva nas proximidades da zona urbana.

De acordo com o Instituto Brasileiro de Geografia e Estatística, o clima na região do município, localizado no domínio climático do Brasil Central, é tropical semiúmido subquente, com quatro ou cinco meses de períodos secos e pelo menos um mês com temperaturas médias entre quinze e dezoito graus Celsius em transição com o clima mesotérmico brando, com um período seco semelhante mas com temperaturas variando entre dez e quinze graus Celsius em média em pelo menos um mês do ano. Já de acordo com a classificação climática de Köppen-Geiger, o clima na região onde se encontra o município enquadra-se na categoria de tropical de altitude (Cwb), com invernos secos e verões quentes. Três Pontas localiza-se na zona tropical, ao norte do trópico de Capricórnio.´

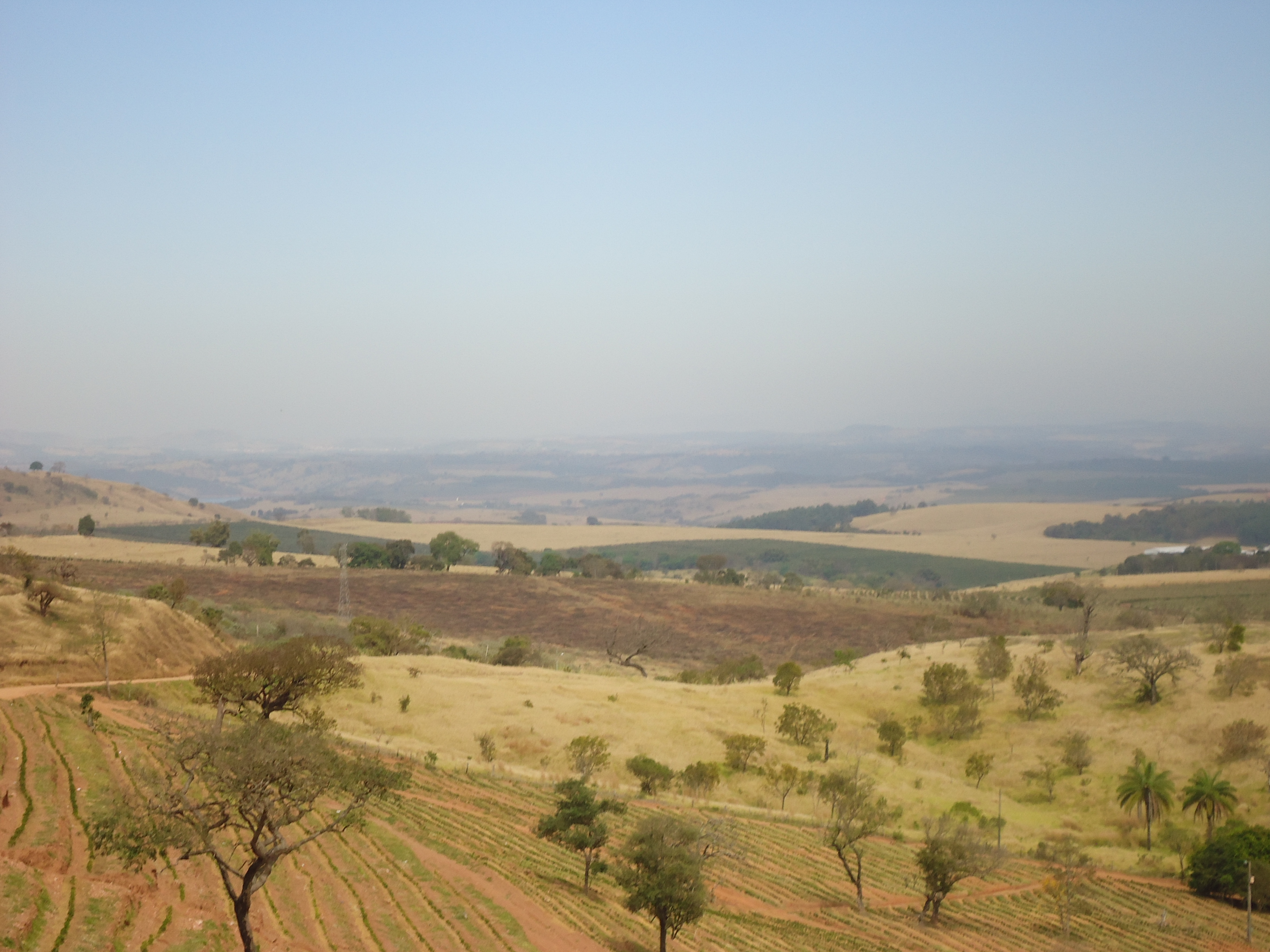
Vegetação seca em virtude da estiagem dos meses de inverno.

Durante a época chuvosa entre a primavera e o verão, o sistema atmosférico predominante sofre influência de massas de ar equatoriais, com baixa pressão e alta umidade, que favorecem a ocorrência de chuvas intensas e formação de nuvens espessas. Contudo, por vezes a Alta subtropical do Atlântico Sul, uma massa de ar de alta pressão, avança sobre o continente, inibindo a formação de nuvens mesmo durante o período chuvoso e persiste por dez ou vinte dias. Já no inverno, a temperatura reduzida faz com que essa Alta Subtropical se estabeleça quase que permanentemente sobre o continente, trazendo um ar seco e baixa umidade do ar e inibindo a chegada de frentes frias. Por vezes massas de ar polar chegam à região sudeste do Brasil, provocando quedas acentuadas de temperatura, que no município podem chegar próximo de zero grau Celsius, o suficiente para provocar geadas. Quando massas de ar polar passam sobre o oceano, podem trazer consigo chuva fraca e persistente para a região. Tais frentes costumam avançar em direção sudeste-nordeste até as latitudes de 20 graus, na região de Minas Gerais, onde se tornam estacionários e causam grandes volumes de chuva. Por vezes instabilidades atmosféricas provocam chuva com ocorrência de granizo, que prejudicam a cultura cafeeira dominante em Três Pontas. Em 2009, por exemplo, as pedras de gelo atingiram cafezais no norte do município, onde mais de 70% da produção foi comprometida.

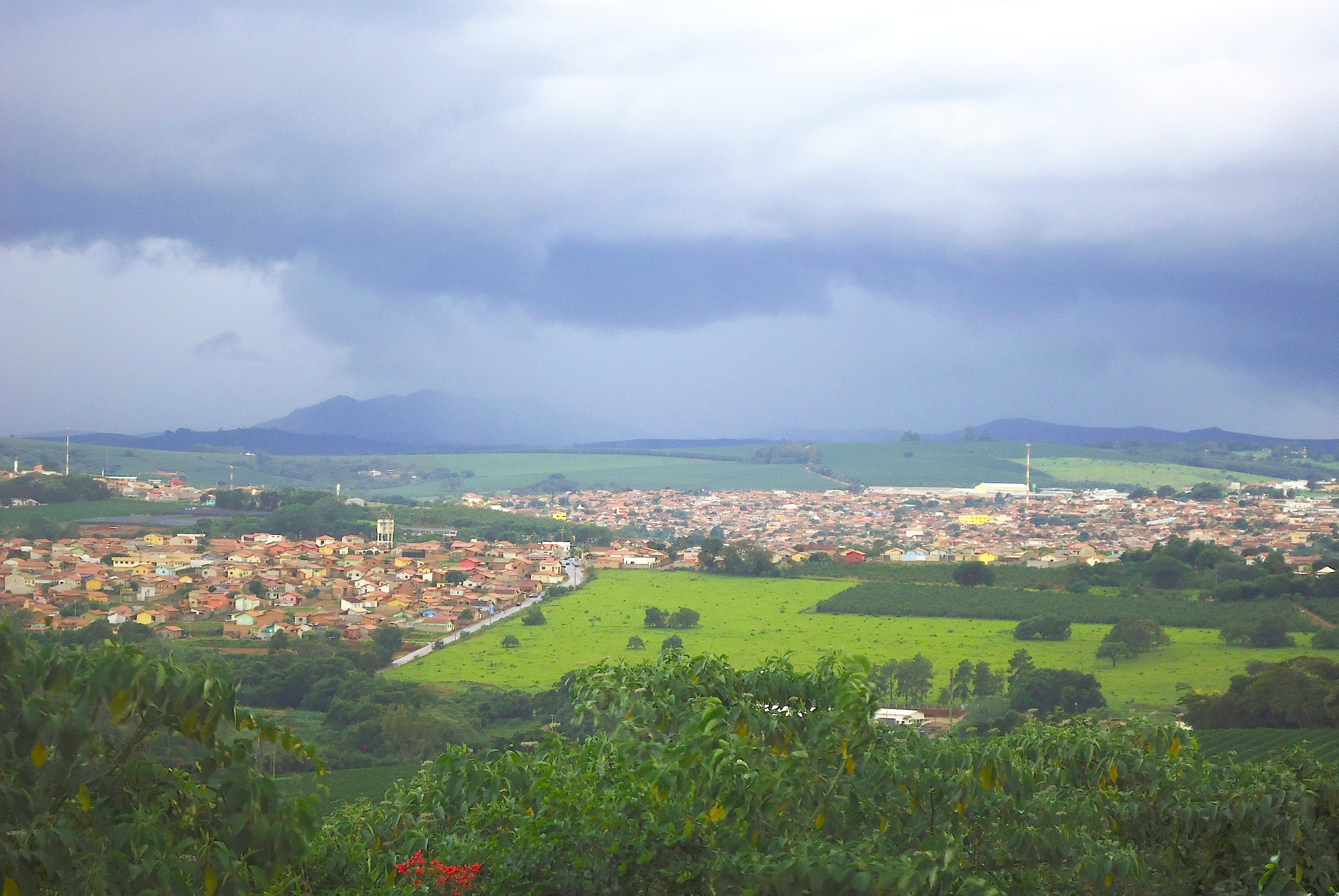
Pancadas de chuva no município.

As linhas de instabilidade associadas ao deslocamento de massas de ar são a principal fonte de chuva para a região sudeste do país e, logo, para o município. Durante o período mais úmido do ano, no entanto, por vezes forma-se sobre o município a Zona de Convergência do Atlântico Sul. Este sistema consiste em uma faixa de instabilidade semiestacionária que se estende no sentido noroeste-sudeste, frequentemente passando sobre essa região de Minas Gerais. Tais zonas provocam um grande volume de chuva e diminuem sensivelmente a temperatura durante os dias em que permanecem ativas.
A incidência de raios no município tem aumentado significativamente nos últimos anos, seguindo a tendência de toda a região sudeste do país. No biênio 2005-2006 a incidência de raios registrados sobre o município foi de 1,39 descarga atmosférica por quilômetro quadrado por ano. Já no biênio seguinte essa média subiu para 2,31, o que representa um aumento de cerca de 66%, colocando Três Pontas na 1477° posição entre os 3180 participantes da pesquisa. Já no biênio 2009-2010, a média de raios contabilizada no município foi de 5,53 descargas elétricas por quilômetro quadrado por ano, o que representa mais de duas vezes a incidência do biênio anterior mas, felizmente, nenhuma morte foi registrada durante todo o período.
| Dados climatológicos para Três Pontas | Dados climatológicos para Três Pontas | Dados climatológicos para Três Pontas | Dados climatológicos para Três Pontas | Dados climatológicos para Três Pontas | Dados climatológicos para Três Pontas | Dados climatológicos para Três Pontas | Dados climatológicos para Três Pontas | Dados climatológicos para Três Pontas | Dados climatológicos para Três Pontas | Dados climatológicos para Três Pontas | Dados climatológicos para Três Pontas | Dados climatológicos para Três Pontas | Dados climatológicos para Três Pontas |
| Mês                                   | Jan                                   | Fev                                   | Mar                                   | Abr                                   | Mai                                   | Jun                                   | Jul                                   | Ago                                   | Set                                   | Out                                   | Nov                                   | Dez                                   |                                       |
| ------------------------------------- | ------------------------------------- | ------------------------------------- | ------------------------------------- | ------------------------------------- | ------------------------------------- | ------------------------------------- | ------------------------------------- | ------------------------------------- | ------------------------------------- | ------------------------------------- | ------------------------------------- | ------------------------------------- | ------------------------------------- |
| Temperatura máxima média (°C)         | 25                                    | 25                                    | 25                                    | 24                                    | 22                                    | 22                                    | 23                                    | 26                                    | 27                                    | 28                                    | 26                                    | 26                                    |                                       |
| Temperatura mínima média (°C)         | 18                                    | 18                                    | 17                                    | 15                                    | 12                                    | 11                                    | 12                                    | 13                                    | 15                                    | 17                                    | 17                                    | 18                                    |                                       |
| Precipitação (mm)                     | 272                                   | 182                                   | 168                                   | 75                                    | 60                                    | 23                                    | 18                                    | 18                                    | 71                                    | 107                                   | 155                                   | 257                                   |                                       |
| Fonte: Climatempo                     |                                       |                                       |                                       |                                       |                                       |                                       |                                       |                                       |                                       |                                       |                                       |                                       |                                       |

## Vegetação e meio ambiente

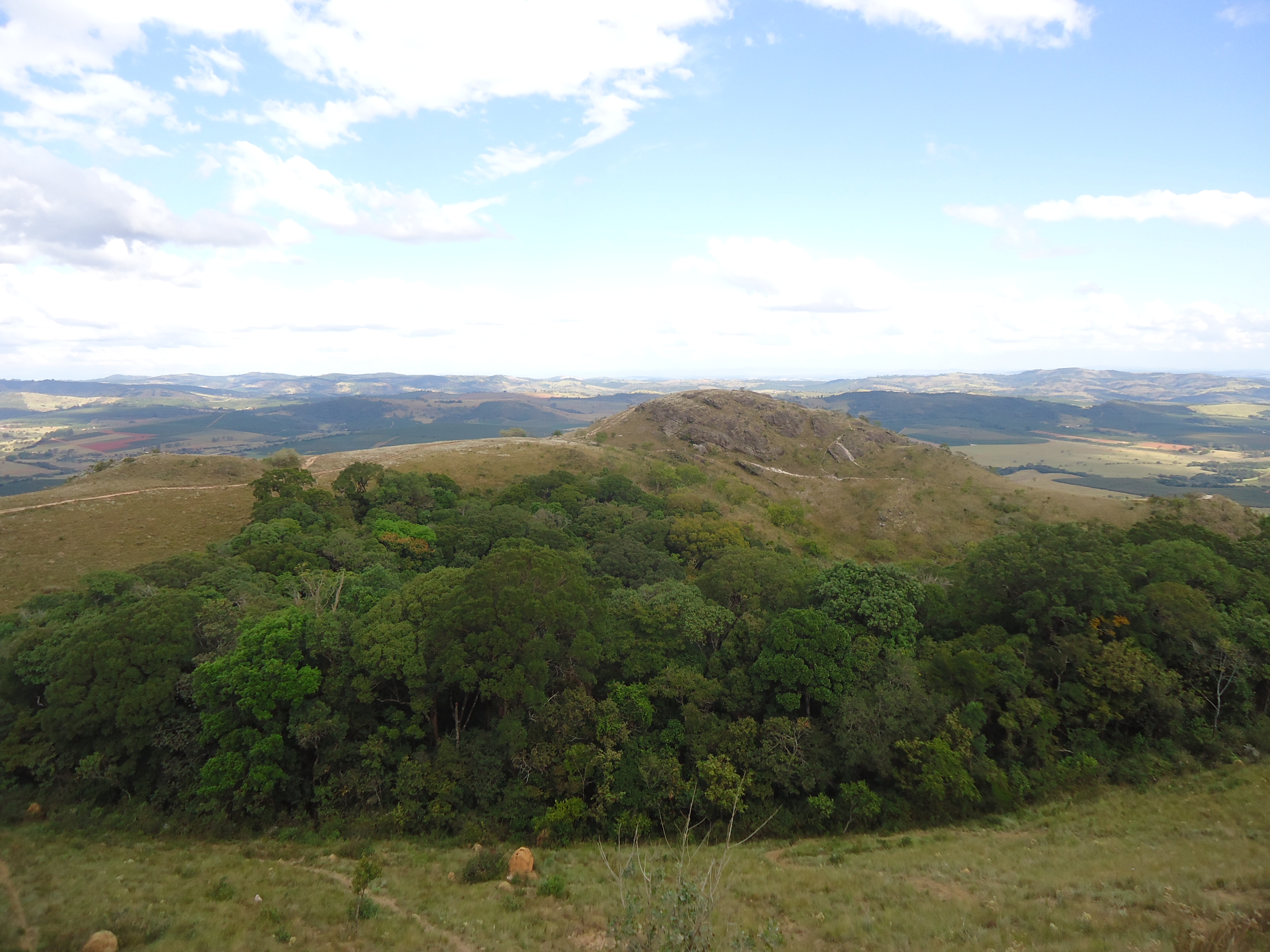
Floresta estacional semidecidual na Serra de Três Pontas. Ao seu redor, a vegetação campestre.

Três Pontas encontra-se inserida no domínio do bioma da Mata Atlântica. A formação florestal predominante é a floresta estacional semidecidual montana, que em 2009 totalizava 8 112,25 hectares, ou 11,76% da área do município. Esse tipo de vegetação, distribuída em vários fragmentos por todo o município, tem como característica principal a adaptação à umidade e calor do verão em contraste com o clima frio e seco do inverno, época na qual espécies caducifólias (que contam entre vinte e cinquenta por cento das espécies) perdem suas folhas. Tal formação vegetal sofreu uma redução de 0,09% ou 59,58 hectares no biênio de 2005-2007, mas se manteve estável ao longo do biênio seguinte. Três Pontas encontra-se no domínio fitogeográfico do alto Rio Grande. Dentre algumas espécies nativas da região, destacam-se o cedro (Cedrella fissilis), jacarandá (Jacaranda puberulla, Dalbergia villosa dentre outras), ipê (gênero Tabeluia, como o ipê-rosa), jatobá (Hymenaea courbaril) peroba (Aspidosperma polyneuron), angico (Anadenthera colubrina ) e barbatimão-verdadeiro (Stryphnodendron adstringens).
Uma relativamente pequena área do município é coberta por vegetação campestre de altitude (246 hectares ou 0,36% do município), além de 4,23 hectares ou 0,01% da área de Três Pontas são ocupados por campos rupestres. A maior parte desse tipo de vegetação está na Serra de Três Pontas, onde diversos gêneros vegetais, como velosiáceas, bromeliáceas, orquidáceas, pteridófitas, além de espécies litófitas, estão presentes. De forma geral, os campos das serra mostram uma vegetação com um estrato constituído por gramímeas baixas, de folhas finas e rijas. Nos sulcos da serra existem formações florestais semideciduais montana, onde predominam espécies como aroeiras (Astronium fraxinifolium e Lithraea molleoides ) ipês, perobas, quaresmeiras e jacarandá. Plantios de eucalipto ocupam 482,42 hectares ou 0,7% da área de Três Pontas. Logo, no biênio 2007-2009, 12,13% da área do município eram ocupados por vegetação nativa e 0,7% eram ocupados por plantios de reflorestamento, principalmente eucaliptos. No mesmo biênio, 1252,86 (1,82%) hectares eram cobertos por água e 780,83 (1,13%) hectares eram áreas urbanizadas.

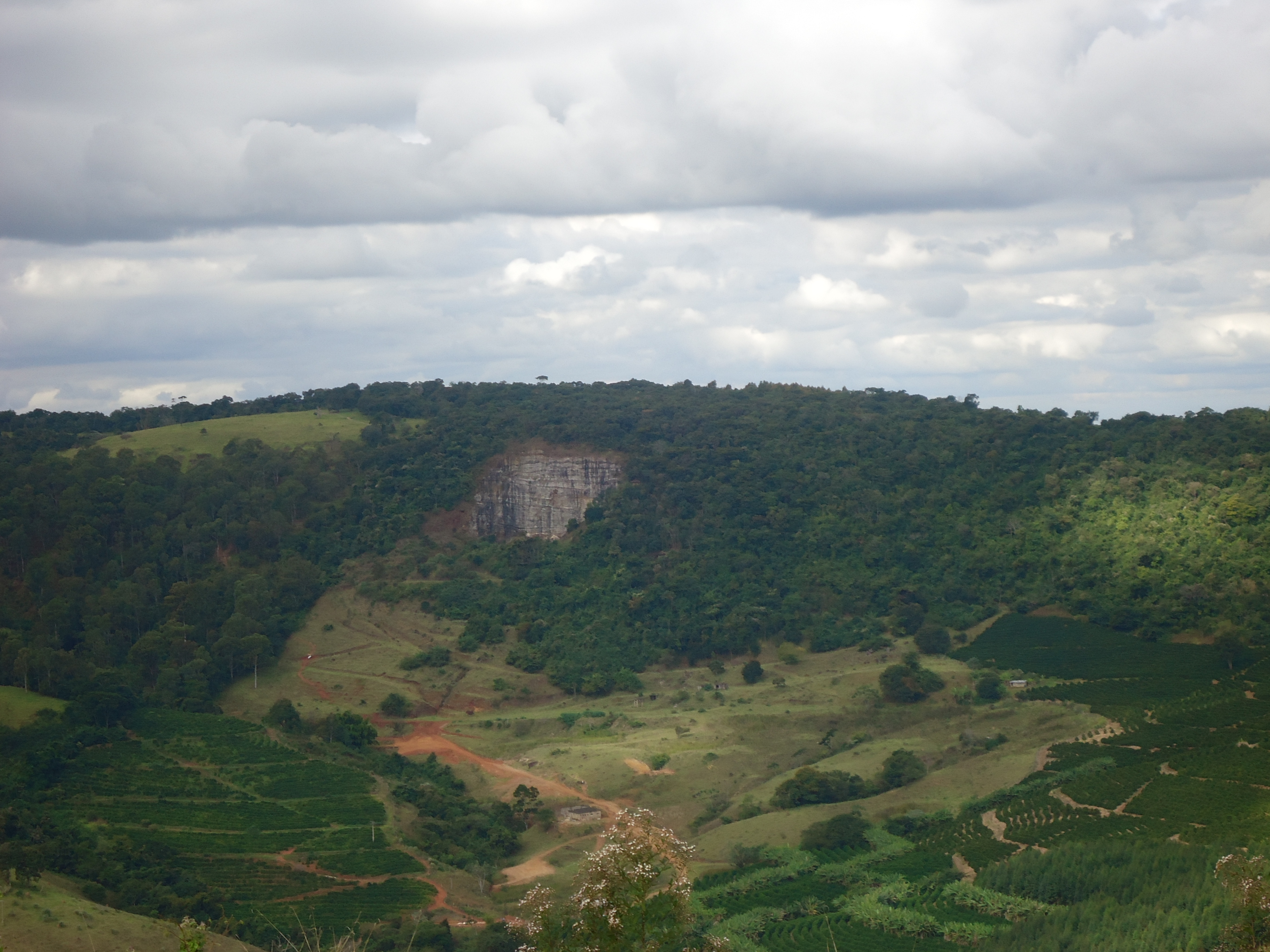
Área de vegetação nativa, além de eucaliptos, pastagens e cafezais,

No que se refere à ocupação do território trespontano, cerca de 24 187 hectares do município de Três Pontas são utilizados em cultivos de lavouras, sobretudo café. Outras 14 580 hectares são ocupados por pastagens destinadas principalmente à pecuária. De acordo com um estudo realizado pela WWF Brasil, onze por cento da área do município ou aproximadamente 7 380 hectares enquadram-se na categoria de áreas de preservação permanente, ou seja, áreas cuja proteção tem por finalidade a conservação dos recursos hídricos, manutenção da paisagem natural e estabilidade do solo, bem como favorecer o curso gênico da fauna e da flora. Em Três Pontas essa área é ocupada principalmente por matas (47 por cento ou mais de três mil e quatrocentos hectares), enquanto somente cinco por cento são usados para cultivos. Tal área representa somente 1,6 por cento de toda a área utilizada na agricultura.
Um problema recorrente em todo o município são as queimadas que acontecem sobretudo durante os meses em que o clima seco propiciam a propagação de fogo pela vegetação. Entre setembro de 2011 e o mesmo mês de 2013, foram registrados por meio de satélites cerca de quarenta focos de incêndio. No biênio anterior, contudo, o número de focos registrados foi mais de duas vezes superior, chegando a 98, distribuídos por todo o município.